# Gulf of Corryvreckan
Gulf of Corryvreckan är ett smalt sund mellan öarna Jura och Scarba i Argyll and Bute i Skottland. Namnet kommer från det gaeliska Coire Bhreacain som betyder "cauldron of the speckled seas", "grytan med det fläckiga havet". Sundet är känt för att ha den tredje största strömvirveln i världen.

## Topografi

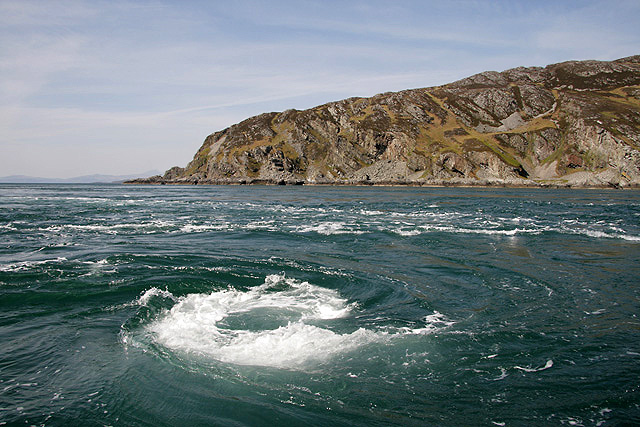
Corryvreckan strömvirvel.

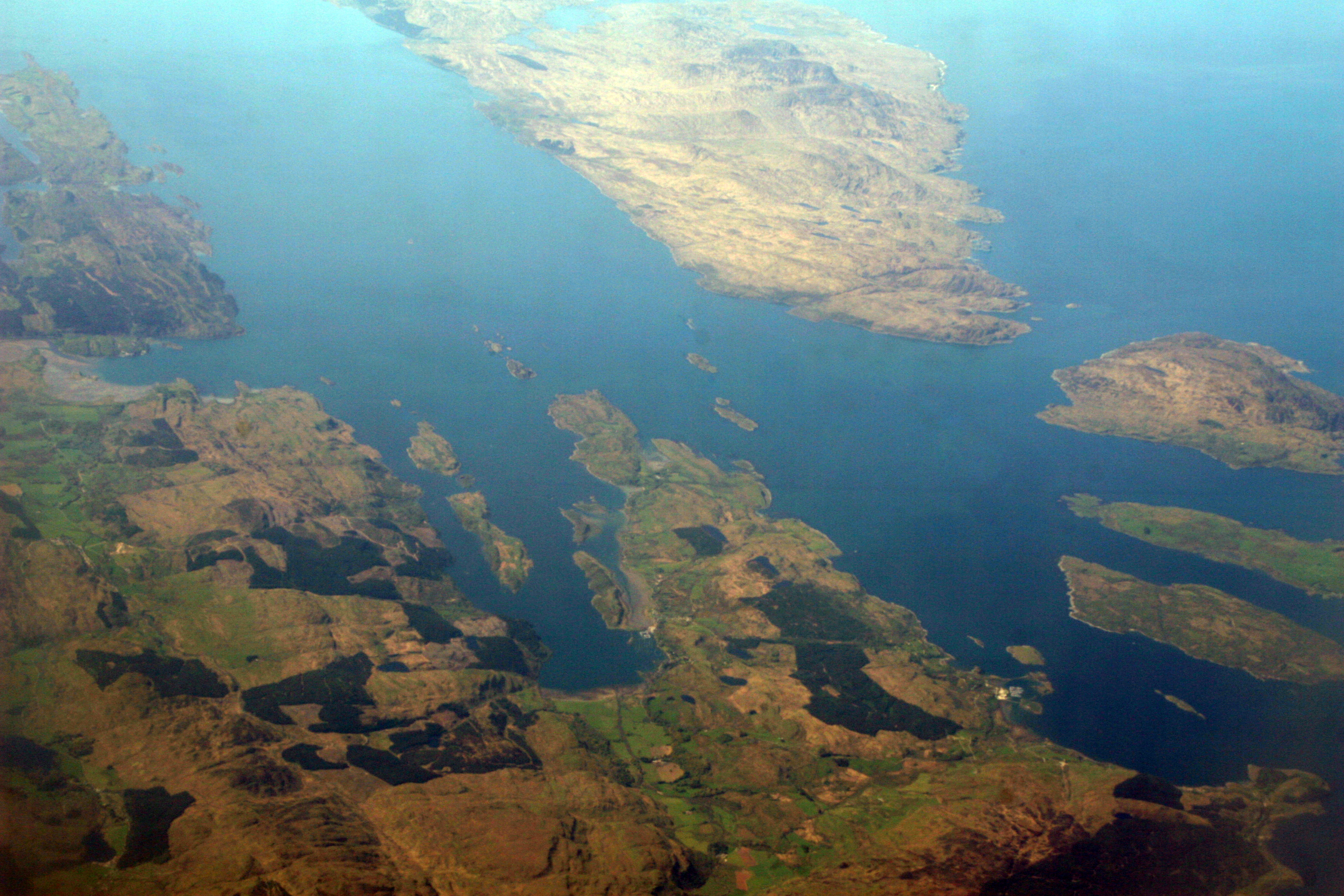
Flygfoto, mot sydväst, av Gulf of Corryvreckan med omgivningar. De två öarna uppe till höger är Jura (den större) och Scarba. Sundet ligger mellan dem. Upp mot vänster ligger Sound of Jura.

Starka strömmar från Atlanten och ovanliga bottenformation samverkar till att skapa en osedvanligt stark strömvirvel. När tidvattnet når det trånga utrymmet mellan de två öarna ökas hastigheten till 8,5 knop (ca 16 km/h) på grund av olika typer av undervattensformationer, som ett djupt hål och en spetsig bergstopp, som bidrager till skapande av strömvirvlar, vågor med mera.
Corryvreckan är den tredje största strömvirveln i världen. Den finns på den norra sidan av sundet, och omger en pyramidformad basalt-pelare som stiger från 70 meters djup till 29 meter vid dess topp. Tidvatten och flöde från Firth of Lorne mot väster kan skapa vågor i Corryvreckan med höjder på upp till 9 meter, och ljudet från virveln kan höras på ca 15 km avstånd.
Ibland antas att sundet inte är farbart enligt klassificering av Royal Navy, vilket är felaktigt. Det närliggande Grey Dogs, eller Little Corryvreckan, klassificeras dock som icke farbart. Admiralitetens West Coast of Scotland Pilot guide för kustnära vatten betecknar det som "mycket kraftigt och farligt" och anger "inga fartyg ska försöka att passera området utan lokal kunskap". Erfarna dykare som har utforskat vattnen beskriver det som "kanske det farligaste dyket i Storbritannien".